# Charles Gordon (1947–2020)
Charles Gordon (ur. 13 maja 1947 w Missisipi, zm. 31 października 2020 w Los Angeles) – amerykański producent filmowy, telewizyjny i wykonawczy, aktor, młodszy brat Lawrence'a Gordona, także producenta.

## Życiorys

### Wczesne lata
Gordon wychował się w żydowskiej rodzinie w Belzoni, stanie Missisipi.

### Życie prywatne
Artysta miał troje dzieci: Jamie, Lily oraz Kate Gordon (która także została producentką).

### Śmierć
Producent zmarł na raka 31 października 2020 roku w Los Angeles. Miał 73 lata.

## Wybrana filmografia

### Filmy

#### Producent
- Noc pełzaczy (1986)
- Niewłaściwi faceci (1988)
- Pole marzeń (1989)
- K-9 (1989)
- Osadzony (1989)
- Szklana pułapka 2 (1990)
- Człowiek rakieta (1991)
- Wspaniały Louis (1991)
- Obsesja namiętności (1992)
- Wodny świat (1995)
- Ten pierwszy raz (1997)
- Dosięgnąć kosmosu (1999)
- Dziewczyna z sąsiedztwa (2004)
- Hitman (2007)
- Hitman: Agent 47 (2015)

#### Producent wykonawczy
- Szklana pułapka (1988)
- Lewiatan (1989)

#### Aktor
- Dziewczyna z sąsiedztwa (2004) jako Pasażer na lotnisku (niewymieniony)

### Seriale/Miniseriale/Filmy TV
We wszystkich serialach i filmach telewizyjnych pracował jako producent wykonawczy.
- Renegaci (1983)
- Just Our Luck (1983)
- Lone Star (1983)
- The Streets (1984)
- Our Family Honor (1985–1986)
- Things That Go Bump (1997)
- Hitman (TBA)

## Nagrody
- Nagroda Akademii Filmowej
  - Najlepszy film
  - 1990: Pole marzeń